# ALX1
ALX1 (ALX homeobox protein 1) е протеин, кодиран от гена ALX1.

## Функция
При гръбначните животни ALX1 отговаря за развитието на части от лицето и врата, съставени от мезенхимни стволови клетки. Загубата на функцията на гена води както до тежки черепно-лицеви дефекти, така и до микрофталмия (необичайно малки на размер очни ябълки). ALX1 е ясно изразен при клетките, съставящи фронтоназалния нервен гребен, които по-късно оформят околоочието и фронтоназалният мезенхим. При мишките мутации на този ген причиняват акрания – генетично заболяване, при което предната част на невралната тръба се затваря, и миграцията на мезенхимната тъкан, която в последствие би трябвало да образува черепа, не се осъществява.
При бурманската котка мутацията на генът ALX1 нарушава развитието на черепа на плода. Когато организмът е хетерозиготен, мутацията причинява брахицефалия, когато формата на главата е по-къса и по-широка отколкото трябва, а когато е хомозиготен – тежки конгенитални увреждания.
Хаплотипът ALX1 допринася за огромното разнообразие при човките на галапагоските чинки.